# 1988년 동계 올림픽 네덜란드 선수단
1988년 동계 올림픽 네덜란드 선수단은 1988년 2월 13일부터 2월 28일까지 캐나다 캘거리에서 열린 1988년 동계 올림픽에 참가한 올림픽 네덜란드 선수단이다.

## 메달 집계

### 종목별 메달 획득 현황
| 종목 | 1 | 2 | 3 | 합계 |
| 종목 | ' | ' | ' | '    |
| 종목 | ' | ' | ' | '    |
| 종목 | ' | ' | ' | '    |
| 합계 | ' | ' | ' | '    |

### 메달리스트
| 메달 | 이름 | 종목 | 세부 종목 | 날짜 (현지시간 기준) |
| ---- | ---- | ---- | --------- | -------------------- |